# Sitel
Sitel Televizija (mac. Сител Телевизија) – prywatny kanał telewizyjny funkcjonujący w Macedonii Północnej. Stacja ma zasięg ogólnonarodowy.